# 小林久七

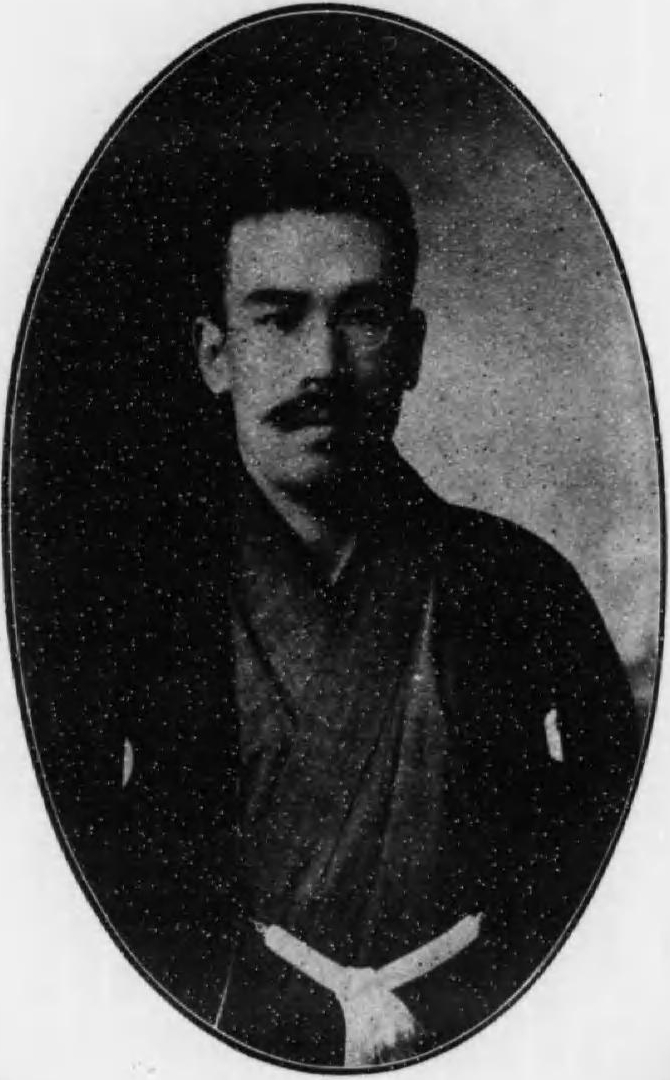
小林久七の肖像写真

小林 久七（こばやし きゅうしち、1885年〈明治18年〉6月30日 - 1971年〈昭和46年〉4月）は、大正から昭和戦前期にかけて活動した日本の銀行経営者。
父が創業した長野実業銀行を継ぎ、1930年（昭和5年）にはその後身である信濃銀行の第2代頭取に就任。しかし直後に昭和恐慌のため信濃銀行は破綻、その影響で没落した。「久七」は父も名乗った名であり、襲名前は辰治を名乗った。

## 経歴
1885年（明治18年）6月30日、小林久七（先代）の長男として生まれる。旧名は辰治。生家の小林家は長野の新町にて油問屋「美濃屋」を営む旧家で、父・久七は金融業にも進出して明治中期に「崇成社」を結成、1903年（明治36年）にはこれを元に長野実業銀行を起こして頭取となっていた。辰治は1904年（明治37年）に長野中学校を卒業したのち上京、早稲田大学商学部に入り1909年（明治42年）に卒業した。大学を出ると長野に戻り、長野実業銀行の権堂支店長を任された。1911年（明治44年）、父の死により家を継ぎ辰治から改め久七を襲名する。
翌1912年（明治45年）1月、長野実業銀行取締役に就任。役員録によると、初めは頭取鈴木鶴治の下で取締役兼総支配人を務め、翌年1913年時点では頭取を務める。長野実業銀行以外では、1912年11月、長野市の電力会社長野電灯で取締役に選ばれた。加えて1917年（大正6年）3月には長野市内の商業会議所である長野商業会議所の第6代会頭にも就任した。会頭には長野商工会議所への移行を挟んで1929年（昭和4年）3月まで12年にわたり在職している。また1917年12月、矢島浦太郎が創刊した「信濃日日新聞」の発行元が株式会社化された際に取締役社長となった。実業界の傍ら政界にも進出しており、1912年6月の長野市会議員選挙に立候補し当選。1916年（大正5年）6月の改選でも市会議員に再選された。
1920年代に入ると長野実業銀行は銀行統合を推進するようになり、1922年（大正11年）からの4年間で新潟県の銀行を含む計11銀行を相次いで統合した。その上で長野県下の中小銀行9社の合同に参加し、1928年（昭和3年）9月1日、信濃銀行（2代目、本店上田市）となった。信濃銀行の発足に伴い、小林は長野実業銀行頭取から信濃銀行初代副頭取に転ずる。金融界ではさらに1921年（大正10年）11月、貯蓄銀行法に基づく貯蓄銀行として長野貯蓄銀行（頭取西沢喜太郎）が設立されると取締役に就任。長野市庶民信用組合（現・長野信用金庫）の組織に際しては中学校・大学の先輩宮下友雄より組合長就任を依頼され、1923年（大正12年）8月27日の発足とともに初代組合長となった（宮下は専務理事）。なお、信濃日日新聞社長は1927年ごろまで務めた（1928年時点では主筆兼任の小笠原幸彦が社長）。
1930年代に入ると、世界恐慌による輸出不振から生糸価格が暴落したため当時蚕糸業への依存度が高かった長野県の経済は深刻な恐慌状態に陥った。1920年代末まで順調な経営を続けていた信濃銀行も県内経済界の動向を反映して経営状況が一挙に悪化していく。そのような最中、初代頭取の柳沢禎三（元・小諸銀行頭取）が1930年（昭和5年）3月に死去したため、小林久七はその後任として同年3月10日付で第2代頭取に就任した。しかし小林は経営悪化を止められず、ついに半年後の11月6日、信濃銀行は支払い停止に追い込まれた。その余波は小林が組合長を務める長野市庶民信用組合にも及び、取り付け騒ぎが発生したため月内で信用組合組合長を引責辞任（後任は専務理事の宮下友雄）。翌1931年（昭和6年）1月長野貯蓄銀行監査役（1930年7月に取締役から監査役に転じていた）、同年7月長野電灯取締役も相次ぎ辞任している。
1931年12月になり、信濃銀行支払い停止をめぐる預金者との和議が成立した。和議条件には役員による銀行への私財提供も含まれており、小林は長野市三輪田町にあった自邸を含む全私財を手放した。1932年（昭和7年）5月24日、取締役・監査役の総辞職に伴い、小林は信濃銀行頭取から退いた。信濃銀行が営業再開に漕ぎつけるのはそこからさらに10年後、1942年（昭和17年）11月のことである（上田殖産銀行へ改称の上再開）。
信濃銀行を追われた小林は東京へと移住し、その後再び郷里に戻ることはなかった。東京では小規模ながらアパート経営で生計を立てつつ詩作を趣味とし、社団法人日本詩吟学院岳風会の理事長に就任した。1971年（昭和46年）4月に死去。85歳没。